# Arrows A5
Chronologie des modèles (1982)
Arrows A4 Arrows A6
L'Arrows A5 est une monoplace de Formule 1 engagée par l'écurie britannique Arrows dans le cadre des Grand Prix de Suisse, Italie et de Las Vegas en 1982. Elle est pilotée par Marc Surer et Mauro Baldi.

## Historique
En 1982, les pilotes Arrows sont Marc Surer en provenance de Theodore Racing qui vient de faire faillite et Mauro Baldi, néophyte en Formule 1. L'Arrows A4 est une voiture peu fiable et compétitive comme en témoignent ses nombreux abandons et non-qualifications mais quand ses pilotes arrivent à terminer une course, ils se classent à chaque fois parmi les dix premiers, sauf à Las Vegas.
L'Arrows A5 fait ses débuts au Grand Prix de Suisse où Marc Surer se qualifie en quatorzième position devant Elio de Angelis et derrière Jacques Laffite. Il termine quinzième derrière Eliseo Salazar et devant René Arnoux. 
Lors du Grand Prix d'Italie, Mauro Baldi se qualifie vingt-quatrième, devant Eliseo Salazar et derrière Nigel Mansell et termine douzième devant Roberto Guerrero et derrière Chico Serra. Enfin, à Las Vegas, Marc Surer se qualifie dix-septième devant Andrea De Cesaris et derrière Bruno Giacomelli. Il termine onzième, toujours derrière Bruno Giacomelli mais devant Rupert Keegan.
La saison se solde par 5 points inscrits et la onzième place du championnat constructeurs devant ATS et derrière Alfa Romeo. À la suite de ces résultats calamiteux, les sponsors Ragno et Nordica indiquent qu'ils ne reconduisent pas leur partenariat avec Arrows. Marc Surer finit vingt-et-unième du championnat pilote devant Bruno Giacomelli et derrière Jean-Pierre Jarier et Mauro Baldi finit vingt-cinquième devant Chico Serra et derrière Manfred Winkelhock.

## Résultats en championnat du monde de Formule 1

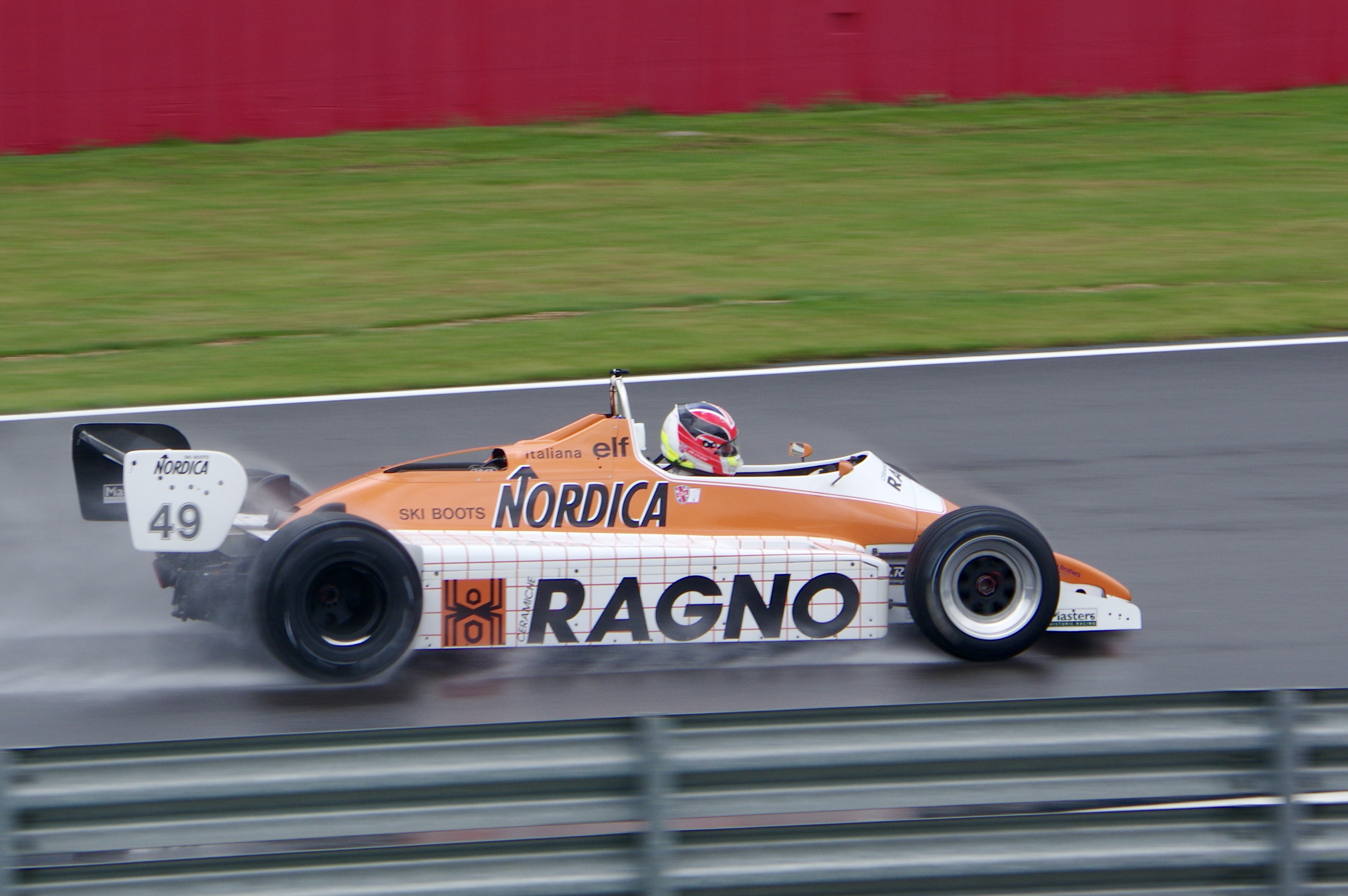
L'Arrows A5 en démonstration à la Silverstone Classic en 2011.

| Saison | Écurie             | Moteur               | Pneus    | Pilotes     | Courses | Courses | Courses | Courses | Courses | Courses | Courses | Courses | Courses | Courses | Courses | Courses | Courses | Courses | Courses | Courses | Points inscrits | Classement |
| Saison | Écurie             | Moteur               | Pneus    | Pilotes     | 1       | 2       | 3       | 4       | 5       | 6       | 7       | 8       | 9       | 10      | 11      | 12      | 13      | 14      | 15      | 16      | Points inscrits | Classement |
| ------ | ------------------ | -------------------- | -------- | ----------- | ------- | ------- | ------- | ------- | ------- | ------- | ------- | ------- | ------- | ------- | ------- | ------- | ------- | ------- | ------- | ------- | --------------- | ---------- |
| 1982   | Arrows Racing Team | Ford Cosworth DFV V8 | Michelin |             | AFS     | BRÉ     | EUO     | SMR     | BEL     | MON     | EUE     | CAN     | P-B     | GBR     | FRA     | ALL     | AUT     | SUI     | ITA     | LVE     | 5               | 11e        |
| 1982   | Arrows Racing Team | Ford Cosworth DFV V8 | Michelin | Mauro Baldi |         |         |         |         |         |         |         |         |         |         |         |         |         |         | 12e     |         | 5               | 11e        |
| 1982   | Arrows Racing Team | Ford Cosworth DFV V8 | Michelin | Marc Surer  |         |         |         |         |         |         |         |         |         |         |         |         |         | 15e     |         | 7e      | 5               | 11e        |

Légende : ici 